# Aminokumarin
Aminokumarini su klasa  antibiotika koji deluju putem inhibiranja enzima DNK giraze, koji učestvuje u čelijskoj deobi kod bakterija. Oni su izvedeni iz Streptomyces vrsta, čiji je najbolje poznati predstavnik - Streptomyces coelicolor - potpuno sekvenciran 2002. godine.
U aminokumarinske antibiotike se ubrajaju:
- Novobiocin, Albamicin
- Kumermicin
- Klorobiocin

## Spoljašnje veze
- „New Aminocoumarin Antibiotics Derived from 4-Hydroxycinnamic Acid are Formed after Heterologous Expression of a Modified Clorobiocin Biosynthetic Gene Cluster”.